# توم لانتوس

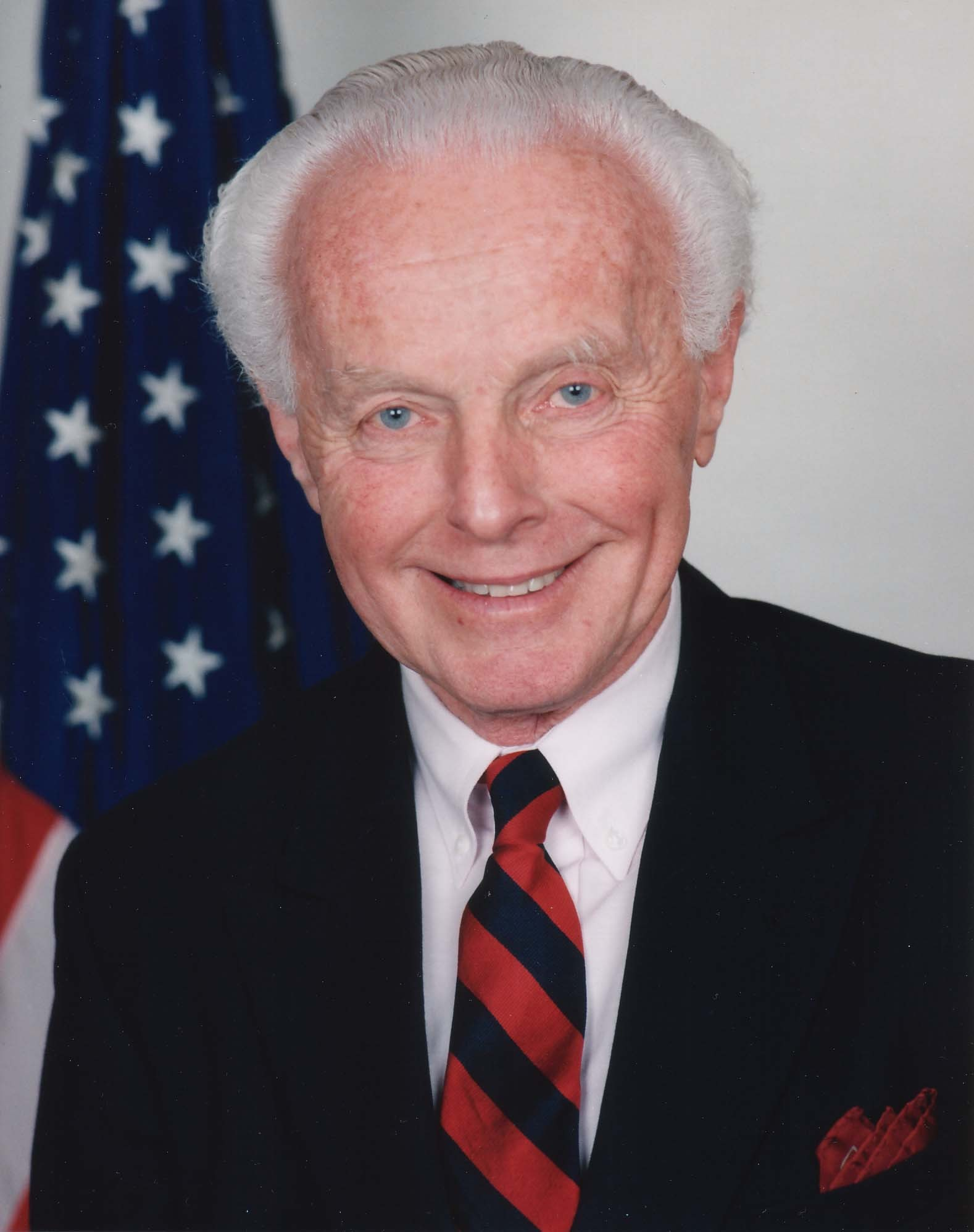
توم لانتوس

توم لانتوس (بالإنجليزية: Tom Lantos) (1 فبراير 1928، توفي في 11 فبراير 2008) كان عضوا في الحزب الديمقراطى من مجلس النواب في الولايات المتحدة في الفترة من عام 1981 حتى وفاته، وهو ما يمثل ثلثي الشمالية سان ماتيو، ولاية كاليفورنيا وجزء صغير من جنوب غرب سان فرانسيسكو. وكان من الناجين من الحرب العالمية الثانية في معسكرات الاعتقال النازية، وحدها دون سواها الناجين من محرقة اليهود في الكونغرس.

## الموقف السياسي
لانتوس دافعت باستمرار المحلية النقل المشروعات التي في حاجة إلى الاموال الاتحادية و، ونظرا لما يتمتع به الأقدمية في الكونغرس، وثبت نجاحها في ايصال هذا الدعم.
كما تدافع عن حقوق الإنسان. فعلى سبيل المثال، ياهو بتسليم اثنين من سجلات البريد الإلكتروني المؤيدة للديمقراطية المنشقين إلى الحكومة الصينية ان يسمح لها أثر لها. وكان أحد عشر سنوات نظرا الصينية في الزنزانة. وكان لانتوس الرئيس التنفيذي لياهو جيري يانغ الادلاء بشهاداتهم في جلسة استماع في الكونغرس مع بكاء والدة السجين السياسي جالسا وراءه مباشرة.

## روابط خارجية
- توم لانتوس على موقع IMDb (الإنجليزية)
- توم لانتوس على موقع إن إن دي بي (الإنجليزية)